# Thea Brünner
Marie-Theresia Brünner (* 3. Oktober 1927; † 2. Juni 2016 in Stahnsdorf) war eine deutsche Verbraucherschützerin.

## Leben
Thea Brünner begann ihre Tätigkeit im Verbraucherschutz im Jahr 1962 bei der Neuen Hauswirtschaft, der späteren Verbraucherzentrale. 1972 wurde sie Geschäftsführerin der Verbraucherzentrale Berlin, deren Aufbau sie maßgeblich prägte. In ihrer dreißigjährigen Amtszeit begleitete sie wegweisende Gesetzesinitiativen zum Verbraucherschutz und die Entwicklung der Verbraucherbewegung in der Bundesrepublik Deutschland.
Von 1966 bis 1983 gehörte sie dem Kuratorium und von 1984 bis 1989 dem Verwaltungsrat der Stiftung Warentest an. Ab 1976 nahm sie an der Expertenrunde im SFB 2 teil. 1979 wurde sie in den Verbraucherbeirat beim Bundesminister für Wirtschaft berufen.
Im Jahr 1997 gab sie die Geschäftsführung ab und wurde Vorstandsvorsitzende der Verbraucherzentrale Berlin. Mit ihrem Rücktritt aus Altersgründen wurde sie 2007 zur Ehrenvorsitzenden der Berliner Verbraucherzentrale ernannt. Ihr Nachfolger Jürgen Keßler würdigte sie dabei als „eine Institution in der Verbraucherbewegung“.
Für ihre Verdienste um die Verbraucherbewegung wurde sie 1988 mit dem Verdienstorden des Landes Berlin und 1994 mit dem Großen Verdienstkreuz der Bundesrepublik Deutschland ausgezeichnet.
Ihr Grab befindet sich auf dem Südwestkirchhof Stahnsdorf.